# Zakraj, Tolmin
Zakraj je naselje v Občini Tolmin.